# 西田町高柴
西田町高柴（にしたまち たかしば）は、福島県郡山市の大字である。郵便番号は963-0902。

## 地理
郡山市北東部の西田地区に属する。南で西田町大田、西で西田町三町目、北で西田町土棚、西田町板橋、西田町丹伊田、東で田村郡三春町平沢とそれぞれ隣接する。概ね町村制施行以前の田村郡高柴村の流れを汲む地域である。一級水系阿武隈川水系天神川上流域とその支流の大平川流域を主な範囲とする。丘陵地に囲まれた谷あいの平地に水田が広がり、山裾に集落が点在する。域内西端には三春駒などの民芸品の製作で有名な観光地、デコ屋敷が所在する。西田町三町目に所在する郡山北警察署西田駐在所及び日和田町に所在する郡山消防署日和田分署がそれぞれ管轄にあたる。

### 主な字
字
- 前林
- 池平
- 漆方
- 中田
- 柏崎

- 富作
- 坂ノ下
- 舘野
- 福内
- 峠森

### 河川
一級水系阿武隈川水系
- 天神川
  - 大平川
    - 高柴調整池

## 歴史
- 1879年1月27日 - 三春藩領高柴村が福島県内における郡区町村制の施行により田村郡の村となる。
- 1889年4月1日 - 町村制の施行により高柴村が丹伊田村、土棚村、板橋村と合併し高野村が発足する。旧高柴村域は高野村の大字となる。
- 1955年4月1日 - 高野村が逢隈村と合併し西田村が発足し、西田村の大字となる。
- 1965年8月1日 - 西田村が中田村と共に郡山市に編入され、郡山市の大字となる。

## 世帯数と人口
2024年1月1日現在の世帯数と人口は以下の通りである。
| 大字       | 世帯数 | 人口  |
| ---------- | ------ | ----- |
| 西田町高柴 | 56世帯 | 144人 |

## 小・中学校の学区
市立小・中学校に通う場合、学区は以下の通りとなる。
| 番地 | 義務教育学校     |
| ---- | ---------------- |
| 全域 | 郡山市立西田学園 |

## 交通

### 道路
- 福島県道28号本宮三春線
- 福島県道115号三春日和田線

## 施設
- デコ屋敷
  - 天神夫婦桜
- 三渡神社